# 膳夫
膳夫（かしわで）とは、宮中に仕え、大王の食膳に奉仕するトモ（伴）。

## 概要
「カシハデ」とは「食器を扱う者」の意味で、「カシハ」（槲葉）は古くから酒食を盛る容器とされている。「で」は「手」で、「それをする人」を意味する。あるいは、供応・酒宴などでは柏手を打って膳を催促したから、とも言われている。
『周礼』「天官」に、「王の食飮、膳羞に掌し、以て王及び后世子を養ふ」とある。
『古事記』の国譲り神話では、大国主神（おおくにぬしのかみ）が水戸（みなと）の神の孫(ひこ)の櫛八玉神（くしやたまのかみ）を「膳夫」として天の御饗（みあえ）を献上する時、櫛八玉神は祝いの言葉を述べ、鵜（う）に変身して海の底に入り、底のはに（=粘土）をくわえてあがってきて、それで八十ひらか（＝数多くの平たい皿）を作り、海草の茎を刈り取って燧臼（火鑚臼、ひきりうす）に作り、海蓴（こも、石蓴）の茎を燧杵（火鑚杵、ひきりぎね）に作って、浄火を取り出して歌を詠み、魚料理を献上したとあり、これが日本における最古の記録である。
『日本書紀』巻第七には、景行天皇の熊襲討伐の際に、的邑（いくはむら、福岡県浮羽郡）に辿り着いた際に、「膳夫」が盞（うき、酒杯）を忘れたため、当時の人々はその盞を忘れたところを「浮羽」と呼び、のちになまって「的」（いくは）となった、という説話が載せられている。
大化前代の制度としては、諸国に膳部が設置され、膳臣に率いられて、天皇・朝廷の食膳に奉仕したという。
膳夫は律令制では宮内省の大膳職（だいぜんしき）、内膳司（ないぜんし）に所属し、『高橋氏文』には、料理だけでなく膳夫の装束や祭祀についても記されている。